# Куэста, Виктор
Ви́ктор Леона́рдо Куэ́ста (исп. Víctor Leandro Cuesta; родился 19 ноября 1988 года, Ла-Плата, Буэнос-Айрес) — аргентинский футболист, защитник «Ботафого» и сборной Аргентины. Участник Олимпийских игр 2016 года в Рио-де-Жанейро.

## Клубная карьера
Куэста — воспитанник футбольной академии клуба «Арсенал» из Саранди. В 2010 год для получения игровой практики он на правах аренды перешёл в «Дефенса и Хустисия». 31 января в матче против «Тиро Федераль» Виктор дебютировал в аргентинской Примере B. 10 апреля в поединке против «Атлетико Рафаэла» Куэста забил свой первый гол за новую команду. Летом 2011 года он вернулся в «Арсенал». 30 октября в матче против «Индепендьенте» Вкитор дебютировал в аргентинской Примере. В 2012 году он помог клубу выиграть чемпионат Аргентины. 18 марта 2013 года в поединке против «Сан-Мартин Сан-Хуан» Куэста забил свой первый гол за «Арсенал». Летом того же года он на правах аренды перешёл в «Уракан». 6 августа в матче против «Крусеро-дель-Норте» Виктор дебютировал за новый клуб. 23 марта 2014 года в поединке против «Патронато» он забил свой первый гол за «Уракан». Куэста помог команде завоевать Кубок Аргентины.
Зимой (по Южному полушарию) 2014 года Виктор перешёл в «Индепендьенте». Сумма трансфера составила 400 тыс. евро. 17 августа в матче против «Эстудиантеса» он дебютировал за новую команду. 18 ноября в поединке против «Лануса» Куэста забил свой первый гол за «Индепендьенте».
В начале 2017 года перешёл в бразильский «Интернасьонал», перед которым поставлена задача возвращения в Серию A.

## Международная карьера
28 мая 2016 года в товарищеском матче против сборной Гондураса Куэстра дебютировал за сборную Аргентины, заменив во втором тайме Маркоса Рохо. Летом того же года Виктор стал серебряным призёром Кубка Америки в США. На турнире он сыграл в матчах против команд Боливии и США. В поединке против боливийцев он забил свой первый гол за национальную команду.
Летом 2016 года Виктор в составе олимпийской сборной Аргентины принял участие в Олимпийских играх в в Рио-де-Жанейро. На турнире он сыграл в матчах против команд Португалии и Алжира.

### Голы за сборную Аргентины
| #   | Дата         | Место                         | Противник | Счёт | Результат | Соревнование       |
| --- | ------------ | ----------------------------- | --------- | ---- | --------- | ------------------ |
| 01. | 15 июня 2016 | Сэнчури Линк-филд, Сиэтл, США | Боливия   | 3:0  | 3:0       | Кубок Америки 2016 |

## Достижения
«Арсенал» (Саранди)
- Чемпион Аргентины — Клаусура 2012
- Обладатель Кубка Аргентины — 2012/2013

 «Уракан»
- Обладатель Кубка Аргентины — 2013/2014

 Аргентина
- Кубка Америки — 2016